# آرتور نیکوغوسیان
آرتور گارگینی نیکوغوسیان (ارمنی: Արթուր Գարեգինի Նիկողոսյան؛  زادهٔ ۹ ژانویهٔ ۱۹۴۱) اخترفیزیک‌شناس اهل ارمنستان است.

## زندگی‌نامه
وی در ۹ ژانویه ۱۹۴۱ در ایروان به دنیا آمد و از دانشکده فیزیک دانشگاه دولتی ایروان (۱۹۶۴) و رصدخانه اخترفیزیک بیوراکان (۱۹۶۹) فارغ‌التحصیل گشت. همچنین برندهٔ جوایزی همچون نشان آنانیا شیراکاتسی (۲۰۱۱) شده است.

## یادداشت
1. ↑  ֆիզիկամաթեմատիկական գիտությունների դոկտոր